# Polystachya
Polystachya is een geslacht uit de orchideeënfamilie (Orchidaceae). De soorten uit het geslacht komen wereldwijd voor in (sub)tropische gebieden.

## Soorten
- Polystachya aconitiflora Summerh.
- Polystachya acridolens Summerh.
- Polystachya acuminata Summerh.
- Polystachya adansoniae Rchb.f.
- Polystachya aethiopica P.J.Cribb
- Polystachya affinis Lindl.
- Polystachya albescens Ridl.
- Polystachya alicjae Mytnik
- Polystachya alpina Lindl.
- Polystachya anastacialynae Eb.Fisch., Killmann, J.-P.Lebel & Delep.
- Polystachya anceps Ridl.
- Polystachya angularis Rchb.f.
- Polystachya anthoceros la Croix & P.J.Cribb
- Polystachya armeniaca la Croix & P.J.Cribb
- Polystachya asper P.J.Cribb & Podz.
- Polystachya aurantiaca Schltr.
- Polystachya bamendae Szlach., Baranow & Mytnik
- Polystachya bancoensis Burg
- Polystachya batkoi Szlach. & Olszewski
- Polystachya bella Summerh.
- Polystachya bennettiana Rchb.f.
- Polystachya bequaertii Summerh.
- Polystachya bicalcarata Kraenzl.
- Polystachya bicarinata Rendle
- Polystachya bifida Lindl.
- Polystachya bipoda Stévart
- Polystachya biteaui P.J.Cribb, la Croix & Stévart
- Polystachya boliviensis Schltr.
- Polystachya brassii Summerh.
- Polystachya bruechertiae Eb.Fisch., Killmann & J.-P.Lebel
- Polystachya brugeana Geerinck
- Polystachya caduca Rchb.f.
- Polystachya caespitifica Kraenzl.
- Polystachya caespitosa Barb.Rodr.
- Polystachya calluniflora Kraenzl.
- Polystachya caloglossa Rchb.f.
- Polystachya camaridioides Summerh.
- Polystachya campyloglossa Rolfe
- Polystachya canaliculata Summerh.
- Polystachya candida Kraenzl.
- Polystachya carnosa P.J.Cribb & Podz.
- Polystachya caudata Summerh.
- Polystachya cerea Lindl.
- Polystachya cingulata Rchb.f. ex Kraenzl.
- Polystachya clareae Hermans
- Polystachya clavata Lindl.
- Polystachya concreta (Jacq.) Garay & H.R.Sweet
- Polystachya confusa Rolfe
- Polystachya cooperi Summerh.
- Polystachya coriscensis Rchb.f.
- Polystachya cornigera Schltr.
- Polystachya cribbiana Geerinck
- Polystachya cultriformis (Thouars) Lindl. ex Spreng.
- Polystachya dalzielii Summerh.
- Polystachya danieliana G.W.Hu, W.C.Huang & Q.F.Wang
- Polystachya dendrobiiflora Rchb.f.
- Polystachya dewanckeliana Geerinck
- Polystachya disiformis P.J.Cribb
- Polystachya disticha Rolfe
- Polystachya doggettii Rendle & Rolfe
- Polystachya dolichophylla Schltr.
- Polystachya editae Eb.Fisch., Killmann, J.-P.Lebel, Delep. & Nzigid.
- Polystachya elastica Lindl.
- Polystachya elatior (Rchb.f.) Peraza & Carnevali
- Polystachya elegans Rchb.f.
- Polystachya engongensis Stévart & Droissart
- Polystachya epiphytica De Wild.
- Polystachya erica-lanzae Eb.Fisch., Killmann, J.-P.Lebel & Delep.
- Polystachya erythrocephala Summerh.
- Polystachya eurychila Summerh.
- Polystachya eurygnatha Summerh.
- Polystachya expansa Ridl.
- Polystachya fabriana Geerinck
- Polystachya fallax Kraenzl.
- Polystachya fischeri Rchb.f. ex Kraenzl.
- Polystachya foliosa (Hook.) Rchb.f.
- Polystachya fractiflexa Summerh.
- Polystachya fulvilabia Schltr.
- Polystachya fusiformis (Thouars) Lindl.
- Polystachya galeata (Sw.) Rchb.f.
- Polystachya geniculata Summerh.
- Polystachya geraensis Barb.Rodr.
- Polystachya goetzeana Kraenzl.
- Polystachya golungensis Rchb.f.
- Polystachya gracilenta Kraenzl.
- Polystachya greatrexii Summerh.
- Polystachya haroldiana Rolfe
- Polystachya hastata Summerh.
- Polystachya heckeliana Schltr.
- Polystachya heckmanniana Kraenzl.
- Polystachya henrici Schltr.
- Polystachya hoehneana Kraenzl.
- Polystachya holmesiana P.J.Cribb
- Polystachya hologlossa (P.J.Cribb & la Croix) Szlach. & Olszewski
- Polystachya holstii Kraenzl.
- Polystachya humbertii H.Perrier
- Polystachya isabelae Mytnik
- Polystachya isochiloides Summerh.
- Polystachya johnstonii Rolfe
- Polystachya jubaultii Pailler
- Polystachya kaluluensis P.J.Cribb & la Croix
- Polystachya kathriniae Eb.Fisch. & Killmann
- Polystachya kermesina Kraenzl.
- Polystachya kingii Summerh.
- Polystachya kornasiana Szlach. & Olszewski
- Polystachya kubalae Szlach. & Olszewski
- Polystachya kupensis P.J.Cribb & B.J.Pollard
- Polystachya lacroixiana Geerinck
- Polystachya laurentii De Wild.
- Polystachya lawalreeana Geerinck
- Polystachya lawrenceana Kraenzl.
- Polystachya laxa R.Schust.
- Polystachya laxiflora Lindl.
- Polystachya lejolyana Stévart
- Polystachya leonardiana Geerinck
- Polystachya leonensis Rchb.f.
- Polystachya letouzeyana Szlach. & Olszewski
- Polystachya leucosepala P.J.Cribb
- Polystachya ligulifolia Summerh.
- Polystachya lindblomii Schltr.
- Polystachya lineata Rchb.f.
- Polystachya longiscapa Summerh.
- Polystachya lukwangulensis P.J.Cribb
- Polystachya macropoda Summerh.
- Polystachya maculata P.J.Cribb
- Polystachya mafingensis P.J.Cribb
- Polystachya magnibracteata P.J.Cribb
- Polystachya malilaensis Schltr.
- Polystachya masayensis Rchb.f.
- Polystachya mazumbaiensis P.J.Cribb & Podz.
- Polystachya melanantha Schltr.
- Polystachya melliodora P.J.Cribb
- Polystachya meyeri P.J.Cribb & Podz.
- Polystachya microbambusa Kraenzl.
- Polystachya mildbraedii Kraenzl.
- Polystachya minima Rendle
- Polystachya modesta Rchb.f.
- Polystachya moniquetiana Stévart & Geerinck
- Polystachya monolenis Summerh.
- Polystachya monophylla Schltr.
- Polystachya moreauae P.J.Cribb & Podz.
- Polystachya mukandaensis De Wild.
- Polystachya mystacioides De Wild.
- Polystachya mzuzuensis P.J.Cribb & la Croix
- Polystachya neobenthamia Schltr.
- Polystachya ngomensis G.McDonald & McMurtry
- Polystachya nyanzensis Rendle
- Polystachya obanensis Rendle
- Polystachya oblanceolata Summerh.
- Polystachya odorata Lindl.
- Polystachya oreocharis Schltr.
- Polystachya orophila Stévart & E.Bidault
- Polystachya ottoniana Rchb.f.
- Polystachya pachychila Summerh.
- Polystachya pamelae Eb.Fisch., Killmann & Nsanz.
- Polystachya paniculata (Sw.) Rolfe
- Polystachya parva Summerh.
- Polystachya parviflora Summerh.
- Polystachya paulensis Rchb.f.
- Polystachya pergibbosa H.Perrier
- Polystachya perrieri Schltr.
- Polystachya piersii P.J.Cribb
- Polystachya pinicola Barb.Rodr.
- Polystachya pobeguinii (Finet) Rolfe
- Polystachya pocsii P.J.Cribb
- Polystachya poikilantha Kraenzl.
- Polystachya polychaete Kraenzl.
- Polystachya porphyrochila J.Stewart
- Polystachya praecipitis Summerh.
- Polystachya principia Stévart & P.J.Cribb
- Polystachya proterantha P.J.Cribb
- Polystachya pseudodisa Kraenzl.
- Polystachya puberula Lindl.
- Polystachya pubescens (Lindl.) Rchb.f.
- Polystachya pudorina P.J.Cribb
- Polystachya purpureobracteata P.J.Cribb & la Croix
- Polystachya pyramidalis Lindl.
- Polystachya ramulosa Lindl.
- Polystachya reflexa Lindl.
- Polystachya reticulata Stévart & Droissart
- Polystachya retusiloba Summerh.
- Polystachya rhodochila Schltr.
- Polystachya rhodoptera Rchb.f.
- Polystachya riomuniensis Stévart & Nguema
- Polystachya rivae Schweinf.
- Polystachya rolfeana Kraenzl.
- Polystachya rosea Ridl.
- Polystachya rosellata Ridl.
- Polystachya rugosilabia Summerh.
- Polystachya ruwenzoriensis Rendle
- Polystachya rydingii Baranow & Mytnik
- Polystachya saccata (Finet) Rolfe
- Polystachya samilae Eb.Fisch., Killmann, J.-P.Lebel & Delep.
- Polystachya sandersonii Harv.
- Polystachya seidenfadeniana Mytnik & Baranow
- Polystachya serpentina P.J.Cribb
- Polystachya seticaulis Rendle
- Polystachya setifera Lindl.
- Polystachya shega Kraenzl.
- Polystachya siederi Hermans
- Polystachya simplex Rendle
- Polystachya songaniensis G.Will.
- Polystachya sosefii Baranow & Mytnik
- Polystachya spatella Kraenzl.
- Polystachya stauroglossa Kraenzl.
- Polystachya stenophylla Schltr.
- Polystachya steudneri Rchb.f.
- Polystachya stewartiana Geerinck
- Polystachya stodolnyi Szlach. & Olszewski
- Polystachya stuhlmannii Kraenzl.
- Polystachya suaveolens P.J.Cribb
- Polystachya subdiphylla Summerh.
- Polystachya subulata Finet
- Polystachya subumbellata P.J.Cribb & Podz.
- Polystachya superposita Rchb.f.
- Polystachya supfiana Schltr.
- Polystachya teitensis P.J.Cribb
- Polystachya tenella Summerh.
- Polystachya tenuissima Kraenzl.
- Polystachya testuana Summerh.
- Polystachya thomensis Summerh.
- Polystachya transvaalensis Schltr.
- Polystachya tridentata Summerh.
- Polystachya troupiniana Geerinck
- Polystachya tsaratananae H.Perrier
- Polystachya tsinjoarivensis H.Perrier
- Polystachya uluguruensis P.J.Cribb & Podz.
- Polystachya undulata P.J.Cribb & Podz.
- Polystachya vaginata Summerh.
- Polystachya valentina la Croix & P.J.Cribb
- Polystachya victoriae Kraenzl.
- Polystachya villosa Rolfe
- Polystachya virescens Ridl.
- Polystachya virginea Summerh.
- Polystachya vulcanica Kraenzl.
- Polystachya walravensiana Geerinck & Arbonn.
- Polystachya waterlotii Guillaumin
- Polystachya wightii Rchb.f.
- Polystachya winigeri Eb.Fisch. & Killmann
- Polystachya woosnamii Rendle
- Polystachya xerophila Kraenzl.
- Polystachya zambesiaca Rolfe
- Polystachya zuluensis L.Bolus

## Hybriden
- Polystachya × nebulicola G.McDonald & McMurtry